# Carlos José Tissera
Carlos José Tissera (10 de setembre de 1951, Río Cuarto, Argentina) és un bisbe catòlic, filòsof i teòleg argentí. Ordenat sacerdot el 1978, ha exercit el seu ministeri pastoral a la diòcesi de Villa de la Concepción del Río Cuarto per diferents viles de la província de Córdoba. El 16 de novembre del 2004 fou nomenat per Joan Pau II com a bisbe de San Francisco.
Des del 17 de setembre del 2011 és el nou bisbe de Quilmes. És el substitut de Luis Teodorico Stöckler, que hi renuncià en arribar a l'edat de jubilació canònica.

## Sacerdoci
El 7 d'abril del 1978 fou ordenat sacerdot a la diòcesi de Villa de la Concepción del Río Cuarto, per l'aleshores bisbe Mn. Moisés Julio Blanchoud.
Després de la seva ordenació inicià el seu ministeri pastoral com a vicerector del santuari del Senyor de la Bona Mort a Villa Reducción. Després, el 1981, fou rector de Nostra Senyora de la Mercè a Adelia María i el 1983 fou escollit durant nou anys com a superior i director espiritual del seminari major "Jesús Buen Pastor", on ell mateix estudià.
A partir del 1992 passà a ser rector de la Catedral Immaculada Concepció de Río Cuarto i alhora exercí de membre del consell presbiterial, del col·legi de consultors diocesans, de l'equip d'acompanyament sacerdotal i fou coordinador de l'equip de formació permanent dels preveres.

## Carrera episcopal

### Bisbe de San Francisco
El 16 de novembre del 2004 ascendí a l'episcopat, quan Sa Santedat el Papa Joan Pau II el nomenà bisbe de la diòcesi de San Francisco, situada a la província de Córdoba.
Rebé la consagració episcopal a l'església de San Francisco de Río Cuarto el 6 de febrer del 2005 a mans de l'aleshores bisbe de Río Cuarto Ramón Artemio Staffolani, i com a co-consagrants l'arquebisbe de Salta Moisés Julio Blanchoud i el bisbe auxiliar de Buenos Aires Mario Aurelio Poli. Prengué possessió oficial del càrrec el 27 de febrer.).

### Bisbe de Quilmes
Actualment, des del 12 d'octubre del 2011, després d'haver estat nomenat pel Papa Benet XVI, és el nou bisbe de la diòcesi de Quilmes. Substitueix Luis Teodorico Stöckler, que en haver arribat als 75 anys es jubilà tal com estableix el codi de dret canònic.